# Union des fédéralistes européens (Allemagne)
Europa-Union Deutschland e.V. (EUD) est la section allemande de l’Union des fédéralistes européens (UEF). Elle se définit comme une organisation non gouvernementale non-partisane, non-confessionnelle et autonome dont le but est de promouvoir le fédéralisme européen. Les membres les plus jeunes de l’organisation constituent la section allemande des Jeunes européens fédéralistes (JEF).

## Présentation
Europa-Union Deutschland est une structure bénévole pro-européenne qui s’appuie sur l’initiative citoyenne. Elle est active aux niveaux local, national et régional, et ses membres sont issus de toutes les franges de la société civile. Elle milite pour une intégration européenne plus approfondie. En tant que relais entre les citoyens et les institutions politiques européennes, elle s’engage pour une « Europe du citoyen » qui ferait l’objet d’un véritable consensus. 
L’idée à l’origine de l’organisation est la création de structures fédérales et démocratiques qui rendraient possibles la coopération entre les États européens. L’Europa-Union Deutschland a milité très tôt en faveur des grandes étapes de l’intégration européenne telles que l’élection au suffrage direct du Parlement européen, la démocratisation de la Communauté puis de l’Union européenne, les élargissements successifs ou encore l’adoption de la monnaie unique. Elle prend position sur des thèmes concrets et milite, dans le cadre de son action en faveur de la création d’une Europe fédérale, pour l’adoption d’une Constitution européenne. Elle a notamment pris position en faveur de l’adoption du traité établissant une Constitution pour l'Europe et du traité de Lisbonne. 
Dans son objectif de promotion de l'intégration européenne, l'association organise des événements sous forme de conférences, colloques, séminaires ou encore voyages d’étude dans des institutions européennes, à destination d’établissements scolaires ou d’entreprises.

## Historique

### 1946
En septembre 1946, l’organisation suisse Europa-Union organise une conférence dans la ville de Hertenstein, au bord du lac des Quatre-Cantons. Au total, 12 thèses sont rédigées sous le titre de Programme d'Hertenstein, afin de servir à la fois de fondement pour les travaux durant les années d’après-guerre et de document de base pour la fondation ultérieure de l’UEF, et deux autres conférences sont organisées consécutivement à Luxembourg et Bâle. Simultanément, Winston Churchill plaide à Zurich pour une unification européenne.
En 1946, l’UEF est fondée à Paris : les Italiens, les Français et les Néerlandais y sont particulièrement représentés. Jusque dans les années 60, elle est financée en partie par l’American Committee for a United Europe (ACUE), lui-même dirigé par le Bureau américain des services stratégiques. Bien que des personnalités allemandes aient été invitées à la conférence, elles n’ont pas pu s’y rendre en raison d’un refus des autorités de l’Allemagne occupée de leur octroyer un laissez-passer. Les rares à s’y être rendus sont ceux qui s’étaient exilés en Suisse, comme Heinrich Ritzel, ancien élu SPD au Reichstag et Secrétaire général de l’organisation depuis 1939.
En plusieurs endroits de l’Allemagne de l’Ouest occupée, en particulier dans le secteur britannique, se constituent plusieurs groupes d’intérêt ayant pour objectif commun l’unification de l’Europe, bien qu’ils n’aient eu dans un premier temps les uns avec les autres que des contacts très limités. Heinrich Ritzel réussit durant la conférence à rencontrer Wilhelm Heile, qui faisait partie des autorités administratives des villes de Syke (Basse-Saxe) et Brême. Il avait, durant la République de Weimar, fondé l’Organisation pour la Coopération européenne et put ainsi convaincre Heile d’organiser en décembre 1946 un regroupement des groupes pro-européens les plus importants dans les Länder de Basse-Saxe et Brême, dans la ville de Mönchengladbach. En référence à l’organisation suisse, Ritzel propose de donner le même nom d’Europa-Union au groupe allemand ainsi constitué, dont Heile devient le premier Président.
Les premières manifestations de l’organisation ont lieu à Duisbourg, Cologne, Kiel et Lübeck. À l’intérieur de la zone occupée par la puissance soviétique, les activités de l’Europa-Union, de même que celles de toutes les autres associations issues  de l’Ouest, sont interdites. Le premier congrès de l’Europa-Union, auquel 200 délégués issus de 50 groupes participent, se déroule en juin 1947 à Eutin. En novembre 1947, à la suite de l'affiliation de groupes supplémentaires, l’Europa-Union intègre l’UEF et devient sa section allemande.
Sous la présidence de Winston Churchill se déroule en mai 1948 le Congrès de la Haye auquel participent plus de 700 personnalités politiques issues des États bénéficiaires du plan Marshall. Le congrès est préparé par l’UEF et financé par l’ACUE. Ses aboutissements les plus remarquables sont la création du Conseil de l’Europe et la fondation du Mouvement Européen. La section allemande du Mouvement européen, le Conseil allemand du Mouvement européen (aujourd’hui Mouvement Européen Allemagne), fondée en 1949 à Wiesbaden, appartient également à l’Europa-Union.

### 1949-1954
À la suite du congrès d'Eutin, le premier congrès de l'Europa-Union est organisé en mai 1949 à Hambourg.  À cette occasion, le journaliste Eugen Kogon est élu président de l’organisation. Sous sa présidence, l’Europa-Union défend l’idéologie promue par les catholiques socialistes allemands et les fédéralistes français plus radicaux. Les critiques pleuvent sur cette nouvelle idéologie ainsi que sur sa manière de présider. À cela s’ajoute une mauvaise gestion financière qui amène l’association au bord de la faillite dans les années 1950 et constitue un motif pour sa révocation. 
Le 2 mai 1954, le député CDU Paul Leverkuehn est élu face à Franz Josef Strauß lors d’un congrès à Cologne. À la suite d'un grave accident de voiture et aux attaques contre ses activités journalistiques durant la Seconde Guerre mondiale, il est cependant contraint à démissionner dès le mois de septembre.

### 1954-1978
Lors des élections suivantes tenues à Hanovre en 1954, Ernst Friedlaender est déclaré vainqueur à la suite du retrait de la candidature de son adversaire, Kurt Georg Kiesinger. Après l’échec de la CED en 1954 et une baisse massive du nombre d’adhérents, la tendance n’était dans l’immédiat plus à la création d’une organisation de masse. L’organisation se concentre en revanche sur l’influence qu’elle peut exercer sur le Gouvernement et les partis politiques, et contribue notamment à faire pencher la RFA du côté de l’Occident. La survie financière de l’association est quant-à-elle assurée par le banquier Friedrich Carl von Oppenheim, que Friedlaender a pu contacter grâce à ses contacts dans le milieu de la finance. 
Lorsque Friedlaender se retire en 1958 pour des raisons de santé, von Oppenheim lui succède à la présidence. À cette époque, le secrétariat  général de l’organisation quitte Francfort pour Bonn, afin de faciliter ses interactions avec les acteurs politiques qui s’y trouvaient et ainsi pouvoir mieux influer sur la politique extérieure allemande. L’Europa-Union Deutschland entretient de bonnes relations avec le chancelier Adenauer et particulièrement avec l’Auswärtiges Amt qui la soutenait financièrement. 
Sous les présidences de Friedlaender et von Oppenheim, la politique de l’organisation est diamétralement opposée à celle qu’elle pouvait avoir du temps de Kogon. Elle adopte une position atlantiste et pro-occidentale sans équivoque, met l’accent sur des thèmes économiques et se prononce en faveur de l’ordre démocratico-libéral pour la République fédérale.

### Présidents depuis 1949
- 1949-1954 : Eugen Kogon
- 1954 : Paul Leverkuehn
- 1954-1957 : Ernst Friedlaender
- 1957-1973 : Friedrich Carl von Oppenheim
- 1973-1980 : Theo M. Loch
- 1980-1989 : Walter Scheel
- 1989-1997 : Egon Klepsch
- 1997-1999 : Hans-Gert Pöttering
- 1999-2006 : Elmar Brok
- 2006-2011 : Peter Altmaier
- depuis 2011: Rainer Wieland

## Travaux parlementaires
Depuis 2006, l’Europa-Union Deutschland redouble d’efforts en ce qui concerne les travaux parlementaires. 70 eurodéputés et 108 députés au Bundestag de toutes orientations politiques sont membres de l’organisation qui possède au sein de chaque assemblée un groupe parlementaire. Comme l’association est ne peut pas être affiliée à un parti, les dirigeants des deux groupes parlementaires sont représentatifs des forces politiques au sein des hémicycles. Ainsi, le Groupe Europa-Union au Bundestag est présidé par le Vert Manuel Sarrazin, tandis que les Vice-présidents sont issus des autres partis politiques : il s’agit de Michael Link (FDP), Eva Högl (SPD) et Günter Krings (CDU). De même, le groupe au Parlement européen est présidé par Matthias Groote (SPD) et les Vice-présidents sont Alexander Alvaro (ADLE), Michael Cramer (Verts) et Joachim Zeller (PPE). Ces groupes parlementaires alternent événements tels que le Forum parlementaire sur l’avenir de l’Europe et actions politiques telles que le hissage du drapeau européen sur la façade du Reichstag.

## Groupes de travail
En parallèle à ces activités, l’Europa-Union Deutschland organise plusieurs  groupes de travail : 
- AG Zukunft Europas, qui commente les réformes institutionnelles de l’Union européenne et les  accompagne en émettant des suggestions auprès des institutions ;
- AG Europa 2020, qui suit l‘actualité de l’agenda 2020 et émet des propositions pour une meilleure réalisation de ses objectifs ;
- AG Strategie und Verbandsentwicklung, qui poursuit l’objectif de renforcer les structures associatives et développer la communication entre elles et renforcer la dimension européenne de l’Europa-Union Deutschland.

Le groupe Europa-Professionell, quant-à-lui, réunit les salariés (lobbyistes, fonctionnaires, scientifiques…) dont l’activité professionnelle est basée à Berlin et se rapporte à des thèmes européens.

## Bureau
- Président : Peter Altmaier
- Vice-présidents : Eva Högl, Ernst Johansson, Thomas Mann
- Trésorier : Joachim Wuermeling
- Secrétaire général : Bernd Hüttemann
- Président de la Commission fédérale : Franz-Josef Klein
- Présidents d’honneur : Elmar Brok, Egon Klepsch, Walter Scheel

## Sections locales et particularités
Parmi les 15 sections locales que compte l’Europa-Union Deutschland, 14 portent un nom sur le modèle Europa-Union Deutschland, section locale [Land] ou bien Europa-Union [Land] et sont affiliées aux sections locales du Mouvement Européen. Seule la section Rhénanie-du-Nord-Westphalie (NRW) porte le nom de Europa-Union Deutschland, Europäische Bewegung NRW, depuis que la section locale du Mouvement Européen s’est greffée sur celle de l’Europa-Union en 2005. Depuis, cette organisation fait office de section locale à la fois pour l’Europa-Union et le Mouvement Européen.
La section Europa-Union Verband Brüssel peut être comparée à une association étrangère. Elle réunit des fonctionnaires de la Commission et du Parlement européen, leurs collaborateurs ainsi que des lobbyistes et fait du soft lobbying auprès de la communauté allemande de Bruxelles.